# Арборфилд (Саскачеван)
Арборфилд (енгл. Arborfield) је малено насеље са статусом варошице у источном делу централног Саскачевана у Канади. Насеље се налази на око 70 км североисточно од градића Мелфорта, односно на око 140 км источно од града Принц Алберт (једнака је удаљеност и од административне границе са Манитобом ка истоку).

## Демографија
Према резултатима пописа становништва из 2011. у варошици је живело 326 становника у укупно 126 домаћинстава, што је за 0,9% мање у односу на 329 житеља колико је регистровано 
приликом пописа 2006. године.
| 2006. | 2011. |
| ----- | ----- |
| 329   | 326   |